# Marly-Gomont (chanson)
Pour les articles homonymes, voir Marly et Gomont (homonymie).
Pour la commune française de l'Aisne, voir Marly-Gomont.
Singles de Kamini
J'suis blanc
(2007)
Pistes de Psychostar World
Un Ptit Coup De Motherfuck
(2)
Marly-Gomont est une chanson du rappeur et humoriste français Kamini sortie le 24 novembre 2006 sous le label RCA Music Group. Premier single extrait de son premier album studio Psychostar World, la chanson a été écrite par Kamini et produite par Psychostar. Elle évoque sous un mode humoristique la vie d'un adolescent noir, amateur de rap, dans une commune rurale française.

## Thème
La chanson parle de la petite commune française du même nom, Marly-Gomont où le rappeur a vécu durant son enfance, située dans le département de l'Aisne en Picardie. Sur un mode humoristique, il évoque sa propre jeunesse, dans un village où sa famille et lui étaient les seuls noirs, et où il devait donc faire face à des railleries et du racisme, mais évoque aussi de manière plus générale les difficultés des jeunes du monde rural, en dédiant la chanson à « ces p'tits patelins paumés pour qui personne n'a jamais rappé [...] que personne ne connaît, même pas Jean-Pierre Pernaut ».

## Accueil
Le single a rencontré un grand succès dans les pays francophones, Marly-Gomont s'est classé numéro un en France, numéro deux en Belgique (Wallonie) et numéro 4 en Europe.
La chanson s'est fait connaître en grande partie grâce à son clip vidéo humoristique montrant le village, les lieux ainsi que ses habitants.

### Parodies de la chanson
Les Guignols de l'info ont fait une parodie en 2014 de la chanson, nommée Le rap du Front national, en situant les lieux du clip à Hénin-Beaumont.

## Liste des pistes
CD single
1. Marly-Gomont — 5:09
2. Marly-Gomont (video) — 5:09
3. Documentaire — 3:54

CD-Maxi
1. Marly-Gomont - 5:09

Extras:
1. Marly-Gomont (Video) - 5:09
2. Bonus documentaire - 3:54

## Certifications
| Pays     | Certification | Date            | Ventes certifiés | Ventes physique |
| -------- | ------------- | --------------- | ---------------- | --------------- |
| Belgique | Or            | 16 juin 2007    | 25,000           |                 |
| France   | Platine       | 25 octobre 2007 | 300,000          | 350,800         |

## Classement par pays
| Classement (2007)                       | Meilleure position |
| --------------------------------------- | ------------------ |
| Belgique (Wallonie Ultratop 50 Singles) | 2                  |
| Europe (Hot 100)                        | 4                  |
| France (SNEP)                           | 1                  |
| Suisse (Schweizer Hitparade)            | 21                 |
| France (Club 40)                        | 19                 |

| Classement annuel (2006)              | Position |
| ------------------------------------- | -------- |
| France Classement single              | 21       |
| Classement annuel (2007)              | Position |
| Belgique (Wallonie) Classement single | 7        |
| France Classement Airplay             | 90       |
| France Classement single              | 3        |
| France TV Airplay Chart               | 80       |